# 沃特波特 (紐約州)
沃特波特（英語：Waterport）是位於美國紐約州奧爾良縣的非建制地區。

## 歷史
沃特波特的郵局自1845年營運至今。

## 地理
沃特波特所處的海拔為高於海平面107米（即351英呎），而該地所採用的時區為UTC-5，即北美东部时区（EST）。同時該地設有夏令時間，為UTC-5調快一小時，即UTC-4（EDT）。